# Mihály Bába
Mihály Bába (n.25 septembrie 1922, Hajdúdorog, Ungaria-) este un scriitor, jurnalist și traducător maghiar.